# Секта (фильм)
«Секта» (итал. La Setta) — фильм ужасов режиссёра Микеле Соави, снятый в 1991 году. В США вышел в прокат под названием «Дочь Дьявола» (англ. The Devil's Daughter). В главной роли снялась Келли Кёртис — старшая сестра Джейми Ли Кёртис. Сам режиссёр появляется в кадре в роли мага, вещающего с экрана телевизора.
По атмосфере фильм напоминает "В пасти безумия" Карпентера.

## Сюжет
Мириам, молодая учительница, сирота, случайно по дороге домой сбивает машиной на дороге старика, который якобы никогда не был в её краях. Она берет его к себе в дом так как тот отказался от претензий и не пожелал ехать в больницу. Там он говорит что "пахнет так же как и раньше" и тут же поясняет что у него раньше был дом и в нём так же пахло. Потом он задаёт ей какой-то бестактный вопрос, делится в той же манере каким-то инсайтом, а потом и вовсе хватает за руку и выдаёт сообщение что она "ещё не готова психологически, не готова, водить машину.." Не глядя на всё это она оставляет его на ночь у себя. Пока она спит, старик паспаковывает коробку о которой пёкся всю дорогу, вынимает из неё какое-то насекомое, похожее на светлячка и запускает ей в ухо.  Она  просыпается только когда слышит кашель и стоны из комнаты где оставила старика: вбежав видит того на полу задыхающимся, пытается дать ему воды, роняет лампу.. пытается позвонить в скорую, но телефон оказывается отключен. Она просит деда не умирать и говорит что поедет за помощью и мчится к своей знакомой, доктору, которой не оказывается дома. Но там оказывается её племянник, тоже по совпадению будущий врач, который берётся помочь, узнав в чём дело. Но вернувшись они находят старика мёртвым, в подвале дома, в котором главная героиня не была ни разу за 8 месяцев, что живёт в доме. Они выходят чтобы поехать в больницу и сообщить, но к их удивлению двое с носилками уже на пороге. Странности продолжаются на следующий день, когда её знакомая, которую она видит из окна школы, не забирает свою дочь после уроков. С Мариам решает остаться её коллега, но убегает из дома ничего не сказав, вопреки планам, отправляясь на стоянку грузовиков и отдаваясь первому встречному дальнобойщику. Тот в итоге её убивает ножом, который та же и принесла, словно специально для этой цели. Когда их обнаруживают его коллеги, тот твердит что та сама этого хотела... А Мариам получает на автоответчик сообщение от скончавшегося накануне у неё дома старика, о том что тот слишком спешив уйти прошлый раз, обранил у неё свой ежедневник, за которым скоро вернется.. 
В начале фильма звучит песня «A Horse with No Name», которую исполняет группа America.

## В ролях
- Келли Кертис — Мириам Крайсл
- Герберт Лом — Мёбиус Келли
- Марианджела Джордано — Катрин
- Микель Адатте — Франк
- Карла Кассола — доктор Пернат
- Ангелика Мария Бек — Клер Хенри
- Джованни Ломбардо Радиче — Мартин Ромеро
- Нильс Гуллов — мистер Хенри
- Томас Арана — Дэймон
- Дональд О`Брайан — Джастис Джонатан Форд
- Джасмин Уссани — Саманта
- Паоло Пранцо — Стивен
- Рихард Заммель — водитель грузовика
- Ральф Бола Мустафа — второй водитель
- Эрика Синизи — Сара
- Дарио Казалини — Марк
- Фабио Саккани — вор-карманник
- Винсент Реджина — медбрат
- Джованна Ротеллини — первая акушерка
- Кьяра Манкори — вторая акушерка
- Кармела Пилато — сектантка
- Дария Николоди — сектантка-врач